# Berkay Candan

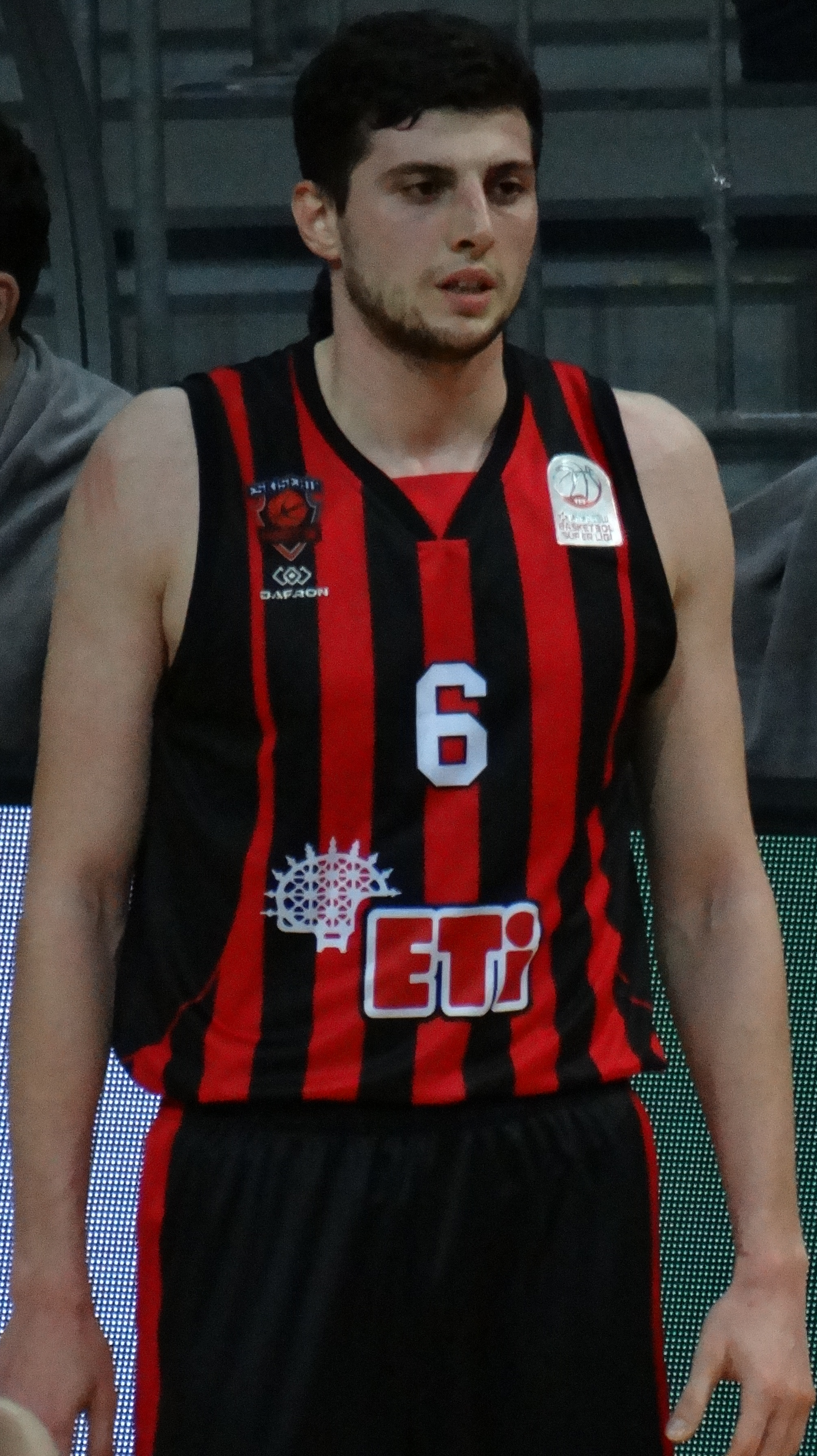
Berkay in 2018

Berkay Candan (Istanbul, 22 maggio 1993) è un cestista turco.

## Carriera
Ha militato dalle giovanili fino al 2012 nel Fenerbahçe in Türkiye 1. Basketbol Ligi.

## Palmarès
- Campionato turco: 2

Fenerbahçe Ülker: 2009-10, 2010-11
- Coppa di Turchia: 1

Fenerbahçe: 2020
- FIBA Europe Cup: 1

Bahçeşehir: 2021-2022